# 毛当
毛 当（もう とう、? - 384年）は、五胡十六国時代前秦の軍人。武都郡の出身。前秦の勢力拡大に貢献したが、最後は反前秦の軍に敗れて討死した。

## 生涯
前秦に仕え、将軍に任じられていた。
370年、王猛の指揮下で前燕討伐に参戦した。10月、王猛が晋陽を攻略すると、毛当はその守りに就いた。やがて前禁将軍に任じられた。
373年9月、毛当は鷹揚将軍徐成と共に3万の兵を率いて、剣門より梁州・益州へ進出した。また、益州刺史王統・秘書監朱肜が2万の兵を率いて漢川へ侵攻した。東晋の梁州刺史楊亮は巴獠1万余りを率いて青谷において迎え撃ったが、毛当らはこれを返り討ちにして西城まで後退させた。朱肜は漢中を攻略し、毛当らもまた剣閣を攻略した。
11月、楊安・王統・朱肜らが梓潼、綿竹で東晋軍と交戦している間、毛当らは進撃を続けて成都を陥落させた。毛当らが成都を攻めたとの報を聞き、東晋の益州刺史周仲孫は南中に撤退した。毛当らはさらに進軍を続けて益州・梁州を尽く平定すると、西南夷に位置する邛・莋・夜郎といった地は尽く前秦に帰順した。こうして梁州・益州は前秦の領するところとなり、毛当は梁州刺史に任じられて漢中に鎮した。その後、右将軍に昇進した。
378年2月、苻堅が東晋領の襄陽征伐を敢行すると、毛当は領軍将軍苟池・強弩将軍王顕と4万の兵を率いて武当より出撃し、諸軍と合流して襄陽を攻めた。4月、毛当は苟池・石越と5万の兵を率いて江陵に駐屯した。東晋の車騎将軍桓沖は兵7万を擁して襄陽救援に向かおうとしたが、苟池軍に恐れをなして進む事が出来ず、上明に留まっていた。
379年4月、毛当は王顕と2万の兵を率いて、襄陽から倶難・彭超と合流して淮南を攻めた。5月、東晋の右衛将軍毛安之・游撃将軍司馬曇は4万の兵を率いて堂邑に軍を進めたが、毛当は毛盛と共に騎兵2万を率いて堂邑を急襲し、毛安之軍を破ってその軍を潰走させた。
7月、堂邑攻略の功績として平南将軍・徐州刺史に任じられ、彭城に鎮した。
380年12月、毛当は東豫州刺史に任じられ、許昌に鎮した。やがて左衛将軍に任じられた。
383年5月、東晋の車騎将軍桓沖は前秦征伐の兵を挙げ、10万を率いて襄陽へ侵攻し、さらに前将軍劉波・冠軍将軍桓石虔・振威将軍桓石民らを派遣して沔北の諸城を攻撃した。苻堅の命により、毛当は征南将軍苻叡・冠軍将軍慕容垂・驍騎将軍石越と共に歩騎5万を率いて襄陽救援に向かった。前秦軍が沔水まで進むと、桓沖は上明まで撤退した。後に鎮軍将軍に任じられた。
11月、苻堅は淝水の戦いで歴史的大敗を喫してしまい、前秦に服属していた諸部族の謀反を引き起こしてしまった。毛当は3千の兵を率いて洛陽へ向かい、平原公苻暉の補佐に当たった。やがて武平侯に封じられた。
12月、丁零である前秦の衛軍従事中郎翟斌が河南において反乱を起こし、苻暉の守る洛陽を攻めんとした。そこで苻暉は毛当に兵を与えて翟斌討伐を命じたが、毛当は慕容鳳率いる丁零軍に大敗を喫し、戦死してしまった。武侯と諡された。
毛当は石越と並んで前秦の驍将として誉れ高く、故に苻堅は彼らに二人の子（苻丕・苻暉）の補佐を委ねていた。それが相継いで戦死した為、前秦の民は衝撃を受け、盗賊があちこちで群起するようになったという。

## 関連事項
- 前秦
- 前燕
- 東晋